# Santuario de Santa María de la Esperanza (Battipaglia)

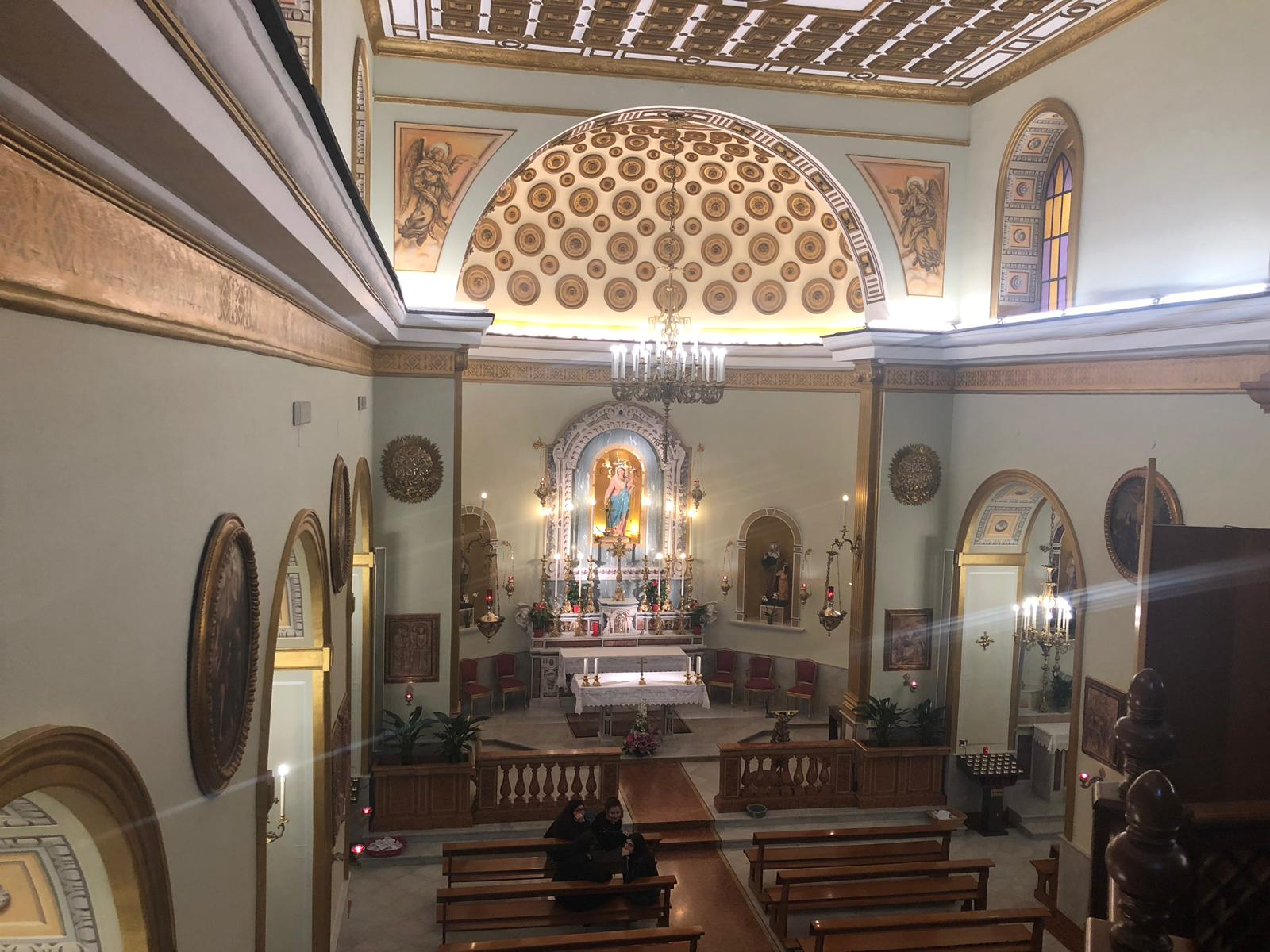
Altar mayor con escultura al centro de Santa María de la Esperanza

El Santuario o Parroquia de Santa María de la Esperanza es una pequeña iglesia situada en la ciudad de Battipaglia, en la región de Campania, Italia.
Hoy se presenta como un edificio religioso bastante moderno, que en su interior conserva un mobiliario de vanguardia junto a varias obras de 1800, entre las cuales se destaca la estatua de la Virgen de la Esperanza.

## Historia

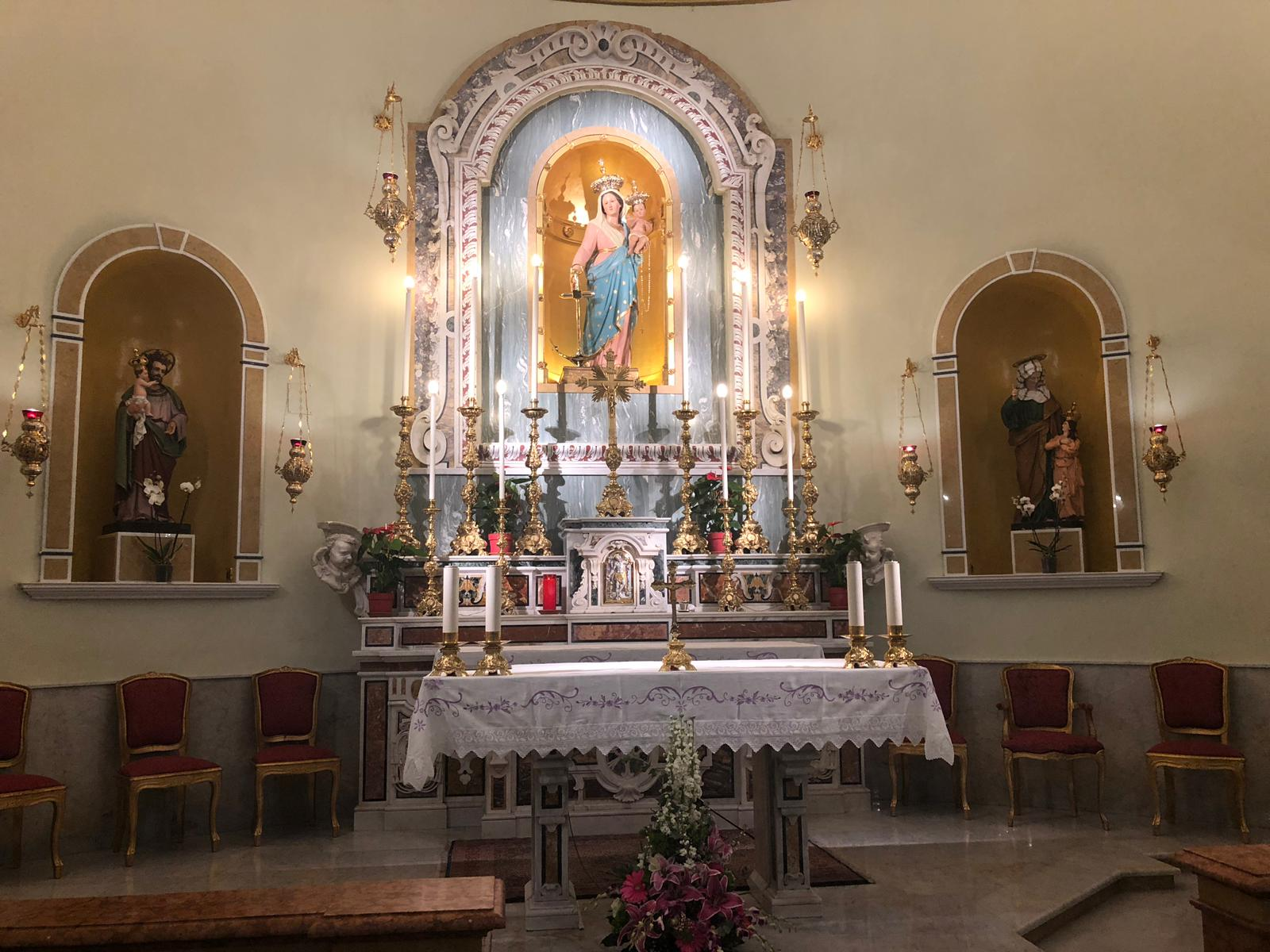
Estatua de Santa María de la Esperanza

La historia de este santuario no es muy antigua. En efecto parece que la estatua, presente en la iglesia, fue comisionada por lo Borbones a principios de 1800. Pero el paso del tiempo y las condiciones meteorológicas no han contribuido en la conservación de la iglesia, que sufrió las consecuencias del terremoto a mediados de 1800, llevándola a la destrucción total. Sin embargo la estatua de la Virgen de la Esperanza sobrevivió y la iglesia desde ese momento se convirtió en un santuario. 

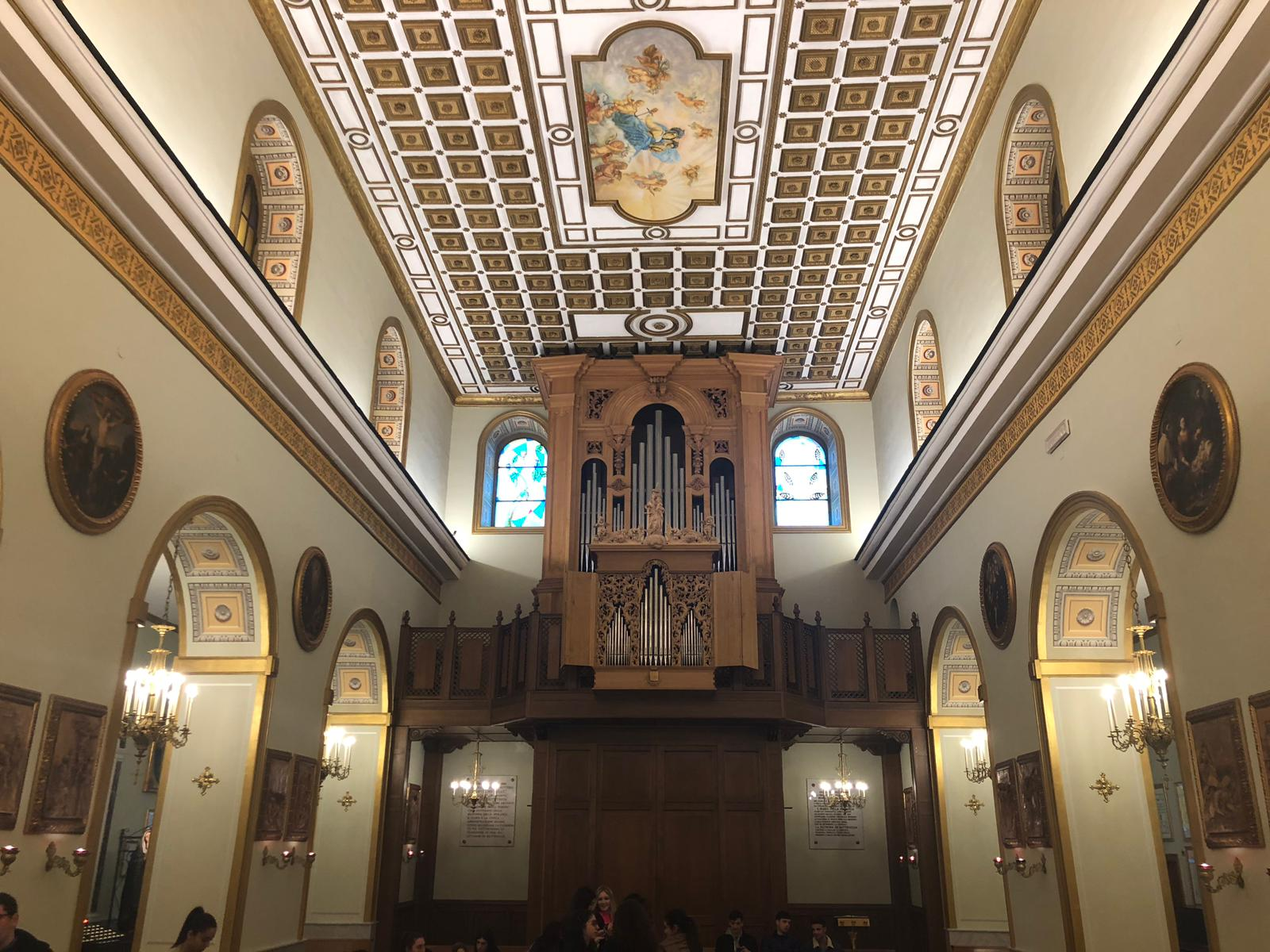
Órgano musical realizado por el taller de artesanos de Giorgio Carli

## Actualidad
Hoy tras años de restauraciones, el santuario acoge a menudo conciertos gracias a su perfecta acústica. Por lo que es considerado por turistas y por los propios ciudadanos una pequeña obra maestra, que recuerda santuarios más grandes e importantes. 
En los últimos 20 años ha sido adornado con preciosas decoraciones doradas. En su interior podemos apreciar un desván con un magnífico órgano con vistas al paso. Este santuario es muy solicitado para las celebraciones de bodas, además de ser un santuario que merece ser visitado   

## Celebraciones y festejos asociados
En el primer fin de semana del mes de julio la comunidad de Battipaglia se reúne para celebrar el día dedicado a la Virgen de la Esperanza. El culto a la Virgen forma parte de una fuerte tradición, que ha dado origen a un acontecimiento muy importante, con un programa religioso y cívico rico de eventos. La fiesta patronal en honor a la Virgen de la Esperanza se organiza cada año por la Congregación de los Estigmatinos, que gestionan el santuario, y por parte de la administración comunal. 
La noche de la velada es el momento más importante y tiene como protagonistas a los ciudadanos que salen a la calle a animar las celebraciones. Las calles principales de la ciudad rebozan de vendedores de objetos de varias utilidades, de quioscos con productos típicos de la llanura del Sele y de artesanía local. 
La segunda noche está totalmente dedicada al culto religioso, y prevé la llegada del lienzo con la imagen de la Virgen, que es el momento más emocionante para los fieles. Consecutivamente comienza la Santa misa, seguida por la procesión por las plazas y las calles principales. 
Para concluir llegamos a la última noche de este evento, que está dedicada al entretenimiento musical, con conciertos y actuaciones de personajes famosos.